# Strophanthus mirabilis
Strophanthus mirabilis är en oleanderväxtart som beskrevs av Ernest Friedrich Gilg. Strophanthus mirabilis ingår i släktet Strophanthus och familjen oleanderväxter. Inga underarter finns listade i Catalogue of Life.